# Cléré-du-Bois
Cléré-du-Bois är en kommun i departementet Indre i regionen Centre-Val de Loire i de centrala delarna av Frankrike. Kommunen ligger i kantonen Châtillon-sur-Indre som tillhör arrondissementet Châteauroux. År 2022 hade Cléré-du-Bois 234 invånare.

## Befolkningsutveckling
Antalet invånare i kommunen Cléré-du-Bois
Referens:INSEE